# 電脳天使 (小説)
電脳天使（でんのうてんし）は彩院忍の小説作品。全4巻。ソノラマ文庫より刊行。第一回ソノラマ文庫大賞佳作入選作品。
コンピュータ・ネットワークを自在に移動する人工知性体＝PC（プログラムド・キャラクター）の目線を主として描かれるサイバー小説。

## 登場人物

### PC
生島 高（いくしま こう）
創造主製の16ユニットのPC。攻撃手段はレター置換能力。また、自己生長能力という能力も持っている。
外見設定は、胡桃色の髪、胡桃色の瞳。身長178cm、体重63kg。白いヨットパーカーに横しまシャツ、ブルージーンズ。靴は紺のスニーカーと設定されている。
PCの性格を見抜くことに長けている。
篠崎 零（しのざき れい）
高と同じく創造主製で16ユニットのPC。こちらはユニット撹乱が攻撃手段。やはり自己生長能力を持つ。
外見設定は黒髪、黒い虹彩、身長175cm、体重57kg。ベージュのブレザーに黒いハイネックシャツ、こげ茶のストレートパンツ。
高に比べると若干落ち着いた性格だが、二人が話を始めると誰かが止めない限り、のん気な会話が延々と続く。
ローランド・レフト
設定年齢31歳で、青灰色のダブルスーツを着用する痩せ型長身のPC。
タバコをよく吸っており、これ自体も投擲用の武器である。
ユニット数は32。移動式PCの中では最大。ネットワーク最強のPCと言われる。
3巻以降では、ライターから作り出す焔の剣を武器として使用するようになる。
ローランド・ライト
レフトと全く同一の外見をしているが、レフトに比べると若干慇懃無礼な印象を受ける。
嫌煙家であり、レフトにタバコを吸わせないどころか、レフト自身のことすら嫌っている。
しかし、彼らは合体能力を持ち、合体するとユニット数64となり存在するだけで機械を破壊することすら可能である。
3巻以降では、青い鞭を作り出す能力が付加される。
巫女（みこ）
移動と行動は全く不可能で、あらゆるネットワーク情報を集積し、真実を表示することができる。
ユニット数は正式には不明。ただ、ルーズベルト3号が「（PPOS）は『巫女』の約四分の一の20ユニット」と言っている事から、およそ80ユニットあるのではないかと思われる。
ファン・リー
赤いチャイナドレスを身に纏った美少女PC。大佐の最高傑作である。
『情報処理R』、通称『地獄耳』を持ち、彼女を（巫女を除けば）ネットワーク最高の情報屋とさしめている。
24ユニットだが、その半分以上が外見に使われているともっぱらの噂。何故か高や零よりも設定された腕力が強い。
ローランドに対する恋心をプログラムされている。ただしレフトが好きなのか、ライトなのかは本人も決めかねているらしい。
アヤメ
ファン・リーと同じく大佐の作品。
白い清楚なサマードレスの外見とは180度違う性格の持ち主で、舌先三寸で相手を煙に巻くのを得意とする。
タロウ
アヤメ専属の護衛。大佐の作品ではあるが、男なのであまり外見製作には力を入れていなかった模様。
それなりの攻撃能力もあるはずだが、アヤメには絶対に反抗できない。
ただ、アヤメはデータベースをタロウに依存している為、彼がいなくなると何も出来なくなる。
アマゾネス・ピンキークラッシュ
大佐が対COWIN用に作り出したPC。
典型的なアメリカ美人で、豹柄レオタードにバズーカ砲を装備している。
ただし、登場後まもなく一撃で倒されてしまう。
ルーズベルト3号
世界的にも珍しい、非人間のPC。ぬいぐるみのクマであり、制作者の名前はテディ・ベア。
サイズも小さく、座っている零と同じくらいの体長しかない。
魔女
わざとらしいまでに童話の魔女をイメージしたPC。老師の作。
手に持つほうきは乗ることも、遠隔操作することもできる。
魔法使い
魔女と同じく老師のPC。但しこちらの方が性能が高い。
2匹の蛇がからみあった形状の杖は変幻自在の動きをする。
本人曰く「この世の理が武器。文字通り魔法を使う」
北
雀公の東西南北（トンナンシャーペー）シリーズ。
雷のようなものを用いて攻撃する能力がある。
東
東西南北は全員同じ制服を着用している。
彼は肉弾戦を担当する。
西
両手に鉤爪のようなものを装備している。
彼も肉弾戦担当。
南
自称さわやか系。他三人と明らかに性格が違う。
炎を用いて攻撃する。

### 人間
ネットワーク上での名前を持つ人物はそちらを優先している。
創造主
本名：藤沢 了
天才的プログラマーで、COWINに誘拐されていた。
しかし精神だけは『奇跡』でコンピュータ・ネットワークの中に2年間存在していた。
コンピュータ・ネットワークに存在しているときにはPCとして基地『アトリエ』におり、アトリエを自在に操ることが出来る。
このため、生意気な口をきく高は半透明の触手に掴まれ、天井近くまで吊り上げられることがしばしばである。
ネットワーク外にいるときも、そのプログラミング技能は機械に勝るとも劣らない実力を誇る。
大佐と一騎討ちをしたときには右手と左手で同時に異なるプログラミングを作り出すという荒業をやってのけたほどである。

大佐
本名：武生 孝行
創造主の後輩で、彼の製作する美少女PCには定評がある。
設備投資の時に金が必要だったときには『クリティカル・パパ』と名乗り、ロリコンPCを販売していた。
これ以外でも創造主のには弱みを握られたりしたりして、いじめられているというよりも支配されている。
老師
本名：七辻 白瀬
覆面プログラマーに徹しており、他者とのやりとりも自分のPC『魔女』や『魔法使い』に任せている。
雀公（ジャンク）
本名不明
戦闘用PCを主に製作している中年男性だが、性格は老成とは正反対。
東西南北（トンナンシャーペー）は彼の最高傑作である。
藤沢 流
創造主のおじ。

## 用語
PC（プログラムド・キャラクター）
コンピュータネットワーク内を管理する人工知性体で、人工知能に近い。人間がPCを作る際は外見などを設定して作っていく。
COWIN
コンピュータネットワークの世界の支配をたくらむ組織。

## 書籍情報
イラストは1巻の挿絵のみ岡崎武士し、他は佐々木淳子が担当。
1. ISBN 4-257-76785-5 1996年8月31日第1刷発行
2. ISBN 4-257-76817-7 1997年8月31日第1刷発行
3. ISBN 4-257-76831-2 1998年1月31日第1刷発行
4. ISBN 4-257-76843-6 1998年6月30日第1刷発行